# Râul Bechet
Râul Bechet este un curs de apă, afluent al râului Ghimbav. 